# Paolo Gep Cucco
Paolo Gep Cucco (Torino, ...) è un batterista e produttore discografico italiano, molto attivo nell'ambito della musica indipendente.

## Biografia
È membro del gruppo dei Mau Mau.

Ha suonato con Manu Chao, Africa Unite, Madaski, dr. Livingstone e Meg ed ha composto musiche per spot, trasmissioni televisive, sonorizzazioni e live media.
Nel 1998 ha collaborato al libro Il Cinema dei Beatles.

Nel 2003 partecipa a Number 9, una delle più importanti cover band italiane dei Beatles.

Nel 2005 ha collaborato alla fondazione della casa di produzione Room Service Records. Con questa etichetta, ha realizzato T: own, un innovativo spettacolo audio-visivo portato in giro per l'Italia.

Nel 2006 è stato direttore artistico di ACTIONAID INTERNATIONAL PARADE, un progetto itinerante che ha legato band di percussionisti provenienti da Brasile, Cuba, Africa ed Europa con dj set.

Nel 2007 ha ideato con Roberto Petrolini la cerimonia d'apertura dell'Universiade Invernale di Torino.